# Frédérique Bangué
Frédérique Bangué (ur. 31 grudnia 1976 w Lyonie) – francuska lekkoatletka, sprinterka.
Największe sukcesy odnosiła pod koniec lat 90. w sztafecie 4x100, jednak bez większych sukcesów indywidualnych. Indywidualnie na stadionie najlepiej wypadła zajmując drugie miejsce na Igrzyskach Śródziemnomorskich w 1997 oraz ósme miejsce w finale mistrzostw Europy w Budapeszcie w 1998. Bangué jest wielokrotną medalistką imprez międzynarodowych w halowym biegu na 60 metrów.

## Osiągnięcia sportowe

### Mistrzostwa świata
| Miejsce | Dzień       | Rok  | Miejscowość | Konkurencja        | Czas biegu | Strata   | Zwycięzca               |
| ------- | ----------- | ---- | ----------- | ------------------ | ---------- | -------- | ----------------------- |
| 28.     | 6 sierpnia  | 1995 | Göteborg    | bieg na 100 m      | 11,55 s    | -        | Gwen Torrence           |
| 5.      | 13 sierpnia | 1995 | Göteborg    | sztafeta 4 x 100 m | 43,35 s    | + 1,23 s | Stany Zjednoczone       |
| 16.     | 3 sierpnia  | 1997 | Ateny       | bieg na 100 m      | 11,44 s    | -        | Marion Jones            |
| 3.      | 9 sierpnia  | 1997 | Ateny       | sztafeta 4 x 100 m | 42,21 s    | + 0,74 s | Stany Zjednoczone       |
| 16.     | 5 sierpnia  | 2001 | Edmonton    | bieg na 100 m      | 11,35 s    | -        | Żanna Pintusewicz-Block |
| 2.      | 11 sierpnia | 2001 | Edmonton    | sztafeta 4 x 100 m | 42,39 s    | + 0,07 s | Niemcy                  |

### Mistrzostwa Europy
| Miejsce | Dzień       | Rok  | Miejscowość | Konkurencja        | Czas biegu | Strata   | Zwycięzca       |
| ------- | ----------- | ---- | ----------- | ------------------ | ---------- | -------- | --------------- |
| 8.      | 19 sierpnia | 1998 | Budapeszt   | bieg na 100 m      | 11,27 s    | + 0,54 s | Christine Arron |
| 1.      | 22 sierpnia | 1998 | Budapeszt   | sztafeta 4 x 100 m | 42,59 s    | -        | -               |

### Igrzyska śródziemnomorskie
| Miejsce | Dzień      | Rok  | Miejscowość | Konkurencja        | Czas biegu | Strata   | Zwycięzca        |
| ------- | ---------- | ---- | ----------- | ------------------ | ---------- | -------- | ---------------- |
| 2.      | 16 czerwca | 1997 | Bari        | bieg na 100 m      | 11,22 s    | + 0,09 s | Ekaterini Thanou |
| 1.      | 19 czerwca | 1997 | Bari        | sztafeta 4 x 100 m | 42,63 s    | -        | -                |

### Halowe mistrzostwa świata
| Miejsce | Dzień   | Rok  | Miejscowość | Konkurencja  | Czas biegu | Strata   | Zwycięzca   |
| ------- | ------- | ---- | ----------- | ------------ | ---------- | -------- | ----------- |
| 3.      | 7 marca | 1997 | Paryż       | bieg na 60 m | 7,17 s     | + 0,11 s | Gail Devers |

### Halowe mistrzostwa Europy
| Miejsce | Dzień     | Rok  | Miejscowość | Konkurencja  | Czas biegu | Strata   | Zwycięzca       |
| ------- | --------- | ---- | ----------- | ------------ | ---------- | -------- | --------------- |
| 2.      | 28 lutego | 1998 | Walencja    | bieg na 60 m | 7,18 s     | + 0,04 s | Melanie Paschke |
| 17.     | 26 lutego | 2000 | Gandawa     | bieg na 60 m | 7,37 s     | -        | Ekaterini Tanu  |